# Austroaurila
Austroaurila is een geslacht van kreeftachtigen uit de klasse van de Ostracoda (mosselkreeftjes).

## Soorten
- Austroaurila impluta (Brady, 1880) Whatley, Chadwick, Coxill & Toy, 1987
- Austroaurila recurvirostra (Skogsberg, 1928) Whatley, Chadwick, Coxill & Toy, 1987
- Austroaurila rugosa Dingle, 1993
- Austroaurila theeli (Skogsberg, 1928) Whatley, Chadwick, Coxill & Toy, 1987